# Metablastothrix claripennis
Metablastothrix claripennis är en stekelart som först beskrevs av Compere 1928.  Metablastothrix claripennis ingår i släktet Metablastothrix och familjen sköldlussteklar. Inga underarter finns listade i Catalogue of Life.